# ویگو

ویگو بزرگ‌ترین شهر منطقه گالاسیا و استان پونتودرا در شمال غربی اسپانیا است. در سال ۲۰۰۳ میلادی این شهر ۲۹۲۵۶۶ نفر جمعیت داشت. جمعیت شهر و حومهٔ آن ۴۲۰۶۷۲ نفر بوده است.